# Mariano Hässell
Mariano Ángel Hässell (Campana, Argentina; 14 de febrero de 1986) es un futbolista argentino. Juega de centrocampista y su club actual es el FC Chiasso de la Challenge League de Suiza. Tiene 39 años.

## Carrera
Comenzó su carrera en 2005 jugando para San Lorenzo de Almagro. Juega para el club hasta 2006. Ese año se marchó a Suiza para sumarse a las filas del FC Locarno. Juega para el club suizo hasta el año 2007. Ese año, Mariano regresó a la Argentina para volver a formar parte de las filas del San Lorenzo de Almagro. En 2009 se fue a Uruguay, en donde estuvo jugando para el Fénix. Ese año, en su segundo regreso a la Argentina, forma parte del equipo Sarmiento de Junín. En 2010 fue transferido al Comunicaciones de Buenos Aires. Ese año regresó a Suiza, para formar parte por segunda vez consecutiva de las filas del FC Locarno, en donde juega hasta 2012. Ese año se fue a Liechtenstein para formar parte de las filas del FC Vaduz, en donde jugó hasta 2013. En ese año regresó a Suiza para jugar nuevamente en el FC Locarno, en donde juega hasta 2014, cuando se marchó al FC Chiasso.

## Selección nacional
Ha sido internacional con la Selección de fútbol de Argentina Sub-17 en 2003.

## Clubes
| Club               | País          | Año       |
| ------------------ | ------------- | --------- |
| San Lorenzo        | Argentina     | 2005-2006 |
| FC Locarno         | Suiza         | 2006-2007 |
| San Lorenzo        | Argentina     | 2007      |
| Fénix              | Uruguay       | 2009      |
| Sarmiento de Junín | Argentina     | 2009      |
| Comunicaciones     | Argentina     | 2010      |
| FC Locarno         | Suiza         | 2010-2012 |
| FC Vaduz           | Liechtenstein | 2012-2013 |
| FC Locarno         | Suiza         | 2013-2014 |
| FC Chiasso         | Suiza         | 2014-     |